# Иньяцио Силоне
Сегондино Транквилли, более известный под псевдонимом Иньяцио Силоне (итал. Ignazio Silone, Secondino Tranquilli; 1 мая 1900, Пешина — 22 августа 1978, Женева) — итальянский писатель, публицист, антифашист, политический деятель социалистической ориентации. Был одним из основателей Итальянской коммунистической партии, позже выступал с критикой сталинизма. Наиболее известен романами «Фонтамара» и «Хлеб и вино».

## Биография
В 1911 потерял отца, в 1915 — мать и других членов семьи во время Авеццанского землетрясения. В 1917 вступил в молодёжную организацию Итальянской социалистической партии, стал одним из её лидеров. В 1921 стал одним из основателей Итальянской коммунистической партии, отколовшейся от соцпартии после её XVII съезда. Брат Иньяцио, Ромолло Траквилли, был арестован как член ИКП (1928) и умер от побоев в фашистской тюрьме (1931). В 1990-х историки Дарио Биокка и Мауро Канали обнаружили документы, указывавшие, что Иньяцио Силоне был тайным осведомителем фашистской полиции и порвал с ней только после случившегося с братом.
В 1927 посетил СССР. В 1930, объявив о своей оппозиции Сталину и сталинскому руководству Коминтерна, по идейным соображениям порвал с ИКП. У него был обнаружен туберкулёз, проявились приступы депрессии. Около года он провёл в швейцарских клиниках. Его поддержала и выходила психоаналитик Алин Валанжен, помогавшая ряду других политических эмигрантов.
В 1931—1945 жил в Швейцарии, начал активно заниматься литературой. Антифашистский роман «Фонтамара» (1933), повествующий о крестьянстве в период фашиизма, сразу же появился в переводах на немецкий (1933) и английский (1934), получил высокую оценку Оруэлла, Грэма Грина" и Троцкого и стал началом абруццезской трилогии Силоне, включившей позднее романы «Хлеб и вино» (1937) и «Семя под снегом» (1943). Выступал с публицистикой, направленной против тоталитаризма («Школа диктаторов», 1938). В годы войны вошёл в швейцарскую подпольную организацию, поддерживавшую движение Сопротивления в Италии, параллельно стал агентом разведслужбы США (подпольная кличка — Лен).
После освобождения Италии вернулся на родину, стал активным деятелем социалистической партии, редактором газеты «Avanti!». Активно выступал против сталинизма, перешёл на позиции христианского социализма. В 1949 году написал эссе для сборника «Бог, обманувший ожидания», куда вошли шесть эссе видных западных интеллектуалов, пересмотревших своё положительное отношение к коммунизму. Помимо Силоне, в сборнике участвовали Луис Фишер, Андре Жид, Артур Кёстлер, Стивен Спендер и Ричард Райт. Силоне участвовал в работе международного Конгресса за свободу культуры. В 1956—1968 вместе с Николой Кьяромонте издавал в Риме ежемесячный журнал «Темпо презенте» (Tempo Presente). После публикации материалов о связи и тайном финансировании журнала американской разведслужбой (1967) отошёл от политики, сосредоточившись на литературе.

## Признание
Член жюри Берлинского МКФ (1959). Иерусалимская премия (1969), премия Чино дель Дука (1971), премия Готфрида Келлера (1973).

## Посмертная судьба
Роман Фонтамара был экранизирован Карло Лидзани (1977), в главной роли — Микеле Плачидо.
В 2000 итальянские историки Дарио Бьокка и Мауро Канали опубликовали книгу, содержавшую документы, которые, по их трактовке, свидетельствовали о связи Силоне в 1922—1930 с фашистской полицией. Книга широко рецензировалась не только в итальянской, но и в европейской и американской прессе. Появились и печатные опровержения книги (Джузеппе Тамбуррано и др.). Биография Силоне, написанная позднее Дарио Бьоккой (2005), предлагает сложное видение «двойной» жизни и двойственного творчества писателя, прошедшего через несколько глубоких экзистенциальных кризисов.
В его честь вручается Ignazio Silone International Literary Prize. Среди лауреатов - Джузеппе Маззотта (2001).

## Романы
- Фонтамара[англ.] (1933)
- Хлеб и вино (1937)
- Семя под снегом (1943)
- Горсть ежевики (1952)
- Секрет Луки (1956)
- Лиса и камелии (1960)
- Судьба одного бедного христианина (1968, премия Кампьелло)
- Северина (1981, завершен женой, опубликован посмертно)

## Публикации на русском языке
- Фонтамара / Пер. с итал. Е. А. Ханевской; Под ред. Б. А. Грифцова. — М.: Гослитиздат, 1935. — 206 с.
- Судьба одного бедного христианина / Пер. с итал. Ирины Альберти; Вступ. статьи Ирвинг Хау и В. Вейдле. — Napoli: Edizioni Scientifiche Italiane, [1968]. — 298 с.
- Во что верует человек Запада: (Диалог) / [Примеч. ред.] // Новое русское слово. — Нью-Йорк, 1954. — 1 августа (№ 15436). — С. 2.
- Ещё раз о правде истории / [Примеч. ред.] // Континент. — München, 1975. — № 2. — С. 360—362.